# Ferme du papier timbré
 (novembre 2024).
Si vous disposez d'ouvrages ou d'articles de référence ou si vous connaissez des sites web de qualité traitant du thème abordé ici, merci de compléter l'article en donnant les références utiles à sa vérifiabilité et en les liant à la section « Notes et références ».
La ferme du papier timbré était une taxe sur le papier timbré créée en avril 1674 et confiée à des financiers privés chargés par le roi de la collecter à sa place.
La taxe visait le papier rendu obligatoire pour tous les actes susceptibles d’être utilisés en justice (testaments, contrats de vente et registres d’état-civil) augmentant le prix des actes pour les particuliers, tout en risquant de diminuer le nombre d’affaires pour les professionnels, d’où un mécontentement général, qui déboucha sur la révolte du papier timbré.
Sans ce support, les actes n’étaient pas exécutoires et ne produisaient pas hypothèque.
Les émissions de papier timbré avaient pour cadre des circonscriptions financières de la monarchie :
- généralités des pays d’élections ;
- généralités des pays d'états ;
- intendances sans généralités ;
- fiefs fiscalement autonomes (duché de Lorraine, vicomté de Turenne, comté de Montfort et principauté de Commercy).

Les édits et déclarations ne fixaient que des règles générales et des barèmes, qui devaient recevoir une application locale.
Les papiers timbrés émis dans une généralité étaient différents et ne pouvaient servir dans une autre généralité. La Flandre, l’Artois, la Franche-Comté, le Hainaut, Orange, Charleville et Bayonne n’avaient pas été assujettis au droit de timbre. 
Les premiers fermiers furent Michel de Prasly et Martin Dufrenoy, prête-noms de groupes financiers capables d'avancer les sommes dues à l’autorité royale. Ce droit fut ensuite compris dans la ferme générale.